# 대한민국의 지방의회

대한민국의 지방의회 휘장

대한민국의 지방의회(地方議會)는 지방자치단체의 주요 사항을 최종적으로 심의·결정하는 의결 기관이다. 대한민국의 지방의회는 지방자치단체의 종류에 따라 다음의 두 종류로 나뉜다.
- 광역의회: 광역지방자치단체
  - 특별시와 광역시, 도 및 특별자치도
- 기초의회: 기초지방자치단체
  - 시와 군 및 자치구[1]

대한민국의 지방의회는 전국동시지방선거에 참여한 만 18세 이상의 주민들에 의해 선출된 의원으로 구성되어 있으며 의장을 수장으로 한다. 지방의회의 부의장은 의장을 보좌하고 의장이 부재시일 경우에는 의장의 역할을 대신한다. 지방의회의 의장과 부의장은 의원들이 선출한다. 지방의회의 의장과 부의장의 임기는 2년이다. 대한민국의 모든 지방의회는 각 지방자치단체마다 서로 다른 정원을 갖고 있지만 대한민국 국회와 마찬가지로 단원제 형식을 띠고 있으며 의원의 임기는 4년이다.

## 역사
대한민국의 지방의회는 1952년에 실시된 지방 선거를 통해 처음 성립되었다. 이 선거에서는 4년 임기의 시·읍·면의회 의원, 도의회 의원을 선출했다. 1956년에 실시된 지방 선거에서는 4년 임기의 시·읍·면의회 의원, 특별시·도의회 의원을 선출했고 1960년에 실시된 지방 선거에서는 4년 임기의 특별시·도의회 의원, 시·읍·면의회 의원을 선출했다.
그러나 1961년에 박정희의 주도하에 일어난 5·16 군사정변을 통해 집권한 국가재건최고회의가 1961년 5월 16일에 공개된 《군사혁명위원회 포고 제4호》를 통해 모든 지방의회의 해산을 선언하면서 강력한 중앙 집권식 행정 체제가 수립되었고 대한민국의 지방 자치도 암흑기를 맞았다. 뒤이어 1961년 9월 1일에 제정된 《지방 자치에 관한 임시조치법》에서는 지방의회의 의결 과정을 상급 관청의 승인으로 대행한다고 규정했다. 1962년 12월 26일에 개정된 《대한민국 헌법 제6호》 부칙 제7조 제3항에서는 헌법에 따른 지방의회의 구성 시기를 법률로 정한다고 규정하는 형식으로 유보했으나 실제로는 이루어지지 않았다. 또한 1972년 12월 27일에 개정된 《대한민국 헌법 제8호》(일명 유신헌법) 부칙 제10조에서는 헌법에 따른 지방의회는 조국통일이 이루어질 때까지 구성하지 않는다고 규정했다. 1980년 10월 27일에 개정된 《대한민국 헌법 제9호》 부칙 제10조는 헌법에 따른 지방의회는 지방자치단체의 재정 자립도를 감안하여 순차적으로 구성하되 그러한 구성 시기는 법률로 정한다고 규정했으나 실제로는 이루어지지 않았다.
1988년 2월 25일에 《대한민국 헌법》 개정과 함께 제6공화국이 출범하면서 《지방 자치에 관한 임시조치법》이 1988년 4월 6일을 기해 폐지되었고 대한민국의 지방 자치도 부활의 계기를 맞이하게 된다. 뒤이어 1991년 3월 26일(기초의원 선거)과 6월 20일(광역의원 선거)에 실시된 지방 선거를 통해 지방의회가 부활했다. 1995년 6월 27일에 실시된 제1회 전국동시지방선거부터는 전국 광역의회 의원과 기초의회 의원을 지방자치단체장(광역지방자치단체장(특별시장·광역시장·특별자치시장·도지사·특별자치도지사)·기초지방자치단체장(시장·군수·구청장))과 함께 선출하고 있다.

## 지위와 권한
대한민국의 지방의회는 다음과 같은 지위를 갖고 있다.
- 지방의회는 《대한민국 헌법》에서 지방자치에 관한 내용을 담은 제8장(제117조·제118조)에 명시된 헌법상의 기관이다.
- 지방의회 의원은 선거의 4대 원칙(보통선거, 평등선거, 직접 선거, 비밀 선거)에 따라 해당 지역의 주민들이 선출한다. 따라서 지방의회는 지역 주민들이 참여한 선거를 통해 선출된 대표자들이 모인 기관이라는 지위를 갖는다.
- 지방의회는 지방자치단체의 정책에 관한 중요 사항에 대하여 지방자치단체의 의사를 최종적으로 결정하는 지방자치단체의 의결 기관이라는 지위를 갖는다.
- 지방의회는 지방자치단체의 법령인 조례를 제정하거나 개정, 폐지 여부를 의결하는 입법 기관이다. 또한 지방자치단체의 예산안을 심의·확정하고 결산을 승인하는 안건과 같이 법령 또는 조례에 따라 지방의회의 권한에 속하는 주요 정책을 심의·의결한다.
- 지방의회는 지방자치단체의 집행 기관인 지방자치단체장과는 상호 독립과 존중, 견제와 균형의 원리에 따라 운영된다. 《대한민국 지방자치법》은 지방자치단체장과 지방의회 간의 관계를 기관대립형이라고 규정하고 있다. 따라서 지방자치단체의 집행 기관인 지방자치단체장은 지방의회의 자율성을 침해할 수 없고 지방자치단체의 의결 기관인 지방의회는 지방자치단체장의 집행 권한에 관한 본질적인 내용을 침해할 수 없다.
- 지방의회는 지방자치단체의 집행 기관인 지방자치단체장을 감시하는 기관이라는 지위를 갖는다.

대한민국의 지방의회는 다음과 같은 권한을 갖고 있다.
- 의결권
  - 지방자치단체의 법령인 조례를 제정하거나 개정, 폐지 여부를 의결함
  - 지방자치단체의 예산안을 심의·확정하고 결산을 승인하는 안건과 같이 법령 또는 조례에 따라 지방의회의 권한에 속하는 주요 정책을 심의·의결함
  - 《대한민국 지방자치법》 제47조 제1항에 명시된 필요적 의결 사항
    - 조례의 제정·개정 및 폐지
    - 예산의 심의·확정
    - 결산의 승인
    - 법령에 규정된 것을 제외한 사용료·수수료·분담금·지방세 또는 가입금의 부과와 징수
    - 기금의 설치·운용
    - 대통령령으로 정하는 중요 재산의 취득·처분
    - 대통령령으로 정하는 공공시설의 설치·처분
    - 법령과 조례에 규정된 것을 제외한 예산 외의 의무 부담이나 권리의 포기
    - 청원의 수리와 처리
    - 외국 지방자치단체와의 교류·협력
    - 지방자치법령이나 기타 법령, 해당 지방자치단체의 권한에 속하는 의결 사항
    - 해당 지방자치단체의 조례에 따라 지방의회의 의결을 받아야 하는 사항
- 행정사무감사 및 조사권
  - 행정사무감사: 지방자치단체의 사무 전반에 관한 감사 (매년 1회 정례회 기간 중 9일 이내에 진행되는 법정 감사임)
  - 행정사무조사: 지방자치단체의 특정 사안에 관한 조사 (본회의를 통해 수시로 정해지며 재적 의원 1/3 이상이 문서에 서명하고 본회의 의결을 통해 진행됨)
- 자율권 (지방의회는 국가 기관이나 지방자치단체의 집행 기관으로부터 일정한 범위 안에서 어떠한 관여를 받지 않음)
  - 임시회 소집, 개회·휴회·회기 결정에 관한 권한 부여
  - 회의 규칙을 비롯한 운영과 관련된 규칙을 제정할 권한 부여
  - 의원이 의장·부의장·임시 의장·상임위원회 위원장·특별위원회 위원장을 선출하거나 불신임 여부를 의결할 권한 부여
  - 의원의 자격, 징계 등을 결정하는 권한 부여
  - 의원이 위원회(상임위원회·특별위원회)를 구성하고 의안을 발의할 권한 부여
  - 내부·외부 기관 구성을 위한 위원 선임·추천
    - 결산검사위원을 선임함
    - 지방자치단체장의 요청 또는 법령·조례에 규정된 절차에 따라 집행 기관의 각종 위원회 위원 등을 추천함
    - 지방자치단체장이 지방의회의 동의를 통해 위촉하는 시민고충처리위원회 위원 추천
- 청원수리권: 지방의회는 해당 지역의 주민들로부터 제출받은 청원을 수리하여 처리할 수 있다. 단 청원의 내용이 재판에 간섭하거나 법령에 위반되는 사항으로 확인된 경우에는 수리를 거절한다.
- 서류제출 요구: 지방의회는 본회의 또는 산하 위원회의 의결 과정을 통해 특정 안건의 심의와 관련된 서류 제출을 지방자치단체장에게 요구할 권리가 있다.
- 지방자치단체의 행정 사무 처리 상황의 보고 및 질의응답
  - 지방자치단체장 또는 관계 공무원은 지방의회나 산하 위원회에 출석하여 지방자치단체의 행정 사무 처리 상황을 보고하거나 의견을 진술하고 질문에 답변할 수 있다.
  - 지방자치단체장 또는 관계 공무원은 지방의회나 산하 위원회의 요구가 있는 경우에는 출석하거나 답변해야 한다. 단 특별한 사유가 있는 경우에는 지방자치단체장이 관계 공무원에게 대리 출석·답변하도록 지시할 수 있다.

## 운영
대한민국의 지방의회는 정례회, 임시회로 나누어 회의를 진행하는데 연간 회의 총 일수는 110일 이내로 한다. 정례회는 매년 2회 개최하는데 회기는 50일 이내로 한다. 임시회의 회기는 15일 이내로 한다. 지방의회 의장은 지방자치단체장 또는 재적 의원 1/3 이상의 요구가 있는 경우에 15일 이내에 임시회를 소집해야 한다.
본회의는 의원 전원으로 구성되는데 재적 의원 1/3 이상이 출석하는 대로 개의한다. 의결은 특별히 규정된 경우가 아니라면 재적 의원 과반수가 출석하고 출석한 의원 과반수가 찬성하는 방식으로 진행된다. 지방의회의 의사 절차는 회의 공개의 원칙(의안 심의 과정을 일반인에게 공개함), 회기 계속의 원칙(한 회기 중 의결되지 못한 안건은 다음 회기에서 계속하여 심의하도록 함), 일사부재의의 원칙(한 번 부결된 안건은 같은 회기 내에 다시 제출할 수 없음)에 따라 진행된다.
지방의회는 특정 분야에서 전문적인 지식을 가진 의원을 구성원으로 하는 조직인 상임위원회를 두고 있다. 또한 특정 안건의 심사, 처리가 상임위원회의 소관과 관련성이 있거나 그 설치가 필요하다고 인정될 때 본회의의 의결을 통해 설치하는 특별위원회를 두고 있다. 단 지방자치단체의 예산안과 결산 심사를 담당하는 특별위원회는 예산결산특별위원회는 해당 위원회에서 심사한 안건이 본회의에서 의결될 때까지 운영된다.

## 판례
지방의회가 집행기관의 인사권에 관하여 견제의 범위 내에서 소극적, 사후적으로 개입하는 것은 허용되나, 집행기관의 인사권을 독자적으로 행사하거나 동등한 지위에서 합의하여 행사할 수는 없고, 그에 관하여 사전에 적극적으로 개입하는 것도 원칙적으로 허용되지 아니한다.

## 지방의회 휘장
1991년 대한민국 지방 선거를 통해 지방의회가 부활하면서 대한민국의 각 지방의회에서는 대한민국 국회 휘장을 따라 대한민국의 국화인 무궁화를 상징화한 꽃무늬 안에 한자 議(의)를 삽입한 것을 휘장으로 사용해왔으나, 한글이 아닌 한자를 지방자치단체 중요 기관의 휘장으로 사용하는 것은 적절하지 않다는 지적을 받았다. 그러다가 2014년에 대한민국 국회가 무궁화 무늬 안에 있던 한자 國(국)을 삭제하고 한글 "국회"를 삽입한 새 휘장을 채택했는데, 대한민국의 각 지방의회에서도 2014년부터 2015년 사이에 무궁화 무늬 안에 있던 한자 議(의)를 삭제하고 한글 "의회"를 삽입한 새 휘장으로 교체했다.
|                                            |
| 1991년부터 2014년까지 사용한 지방의회 휘장 |

|                                         |
| 1991년부터 2014년까지 사용한 지방의회기 |

|                                           |
| 2014년부터 사용 중인 현재의 지방의회 휘장 |

|                                        |
| 2014년부터 사용 중인 현재의 지방의회기 |

## 같이 보기
- 대한민국의 지방자치단체
- 대한민국 지방자치법
- 지방자치
- 지방제도
- 대한민국 국회
- 도평의회
- 부군면협의회